# Günter Sommer

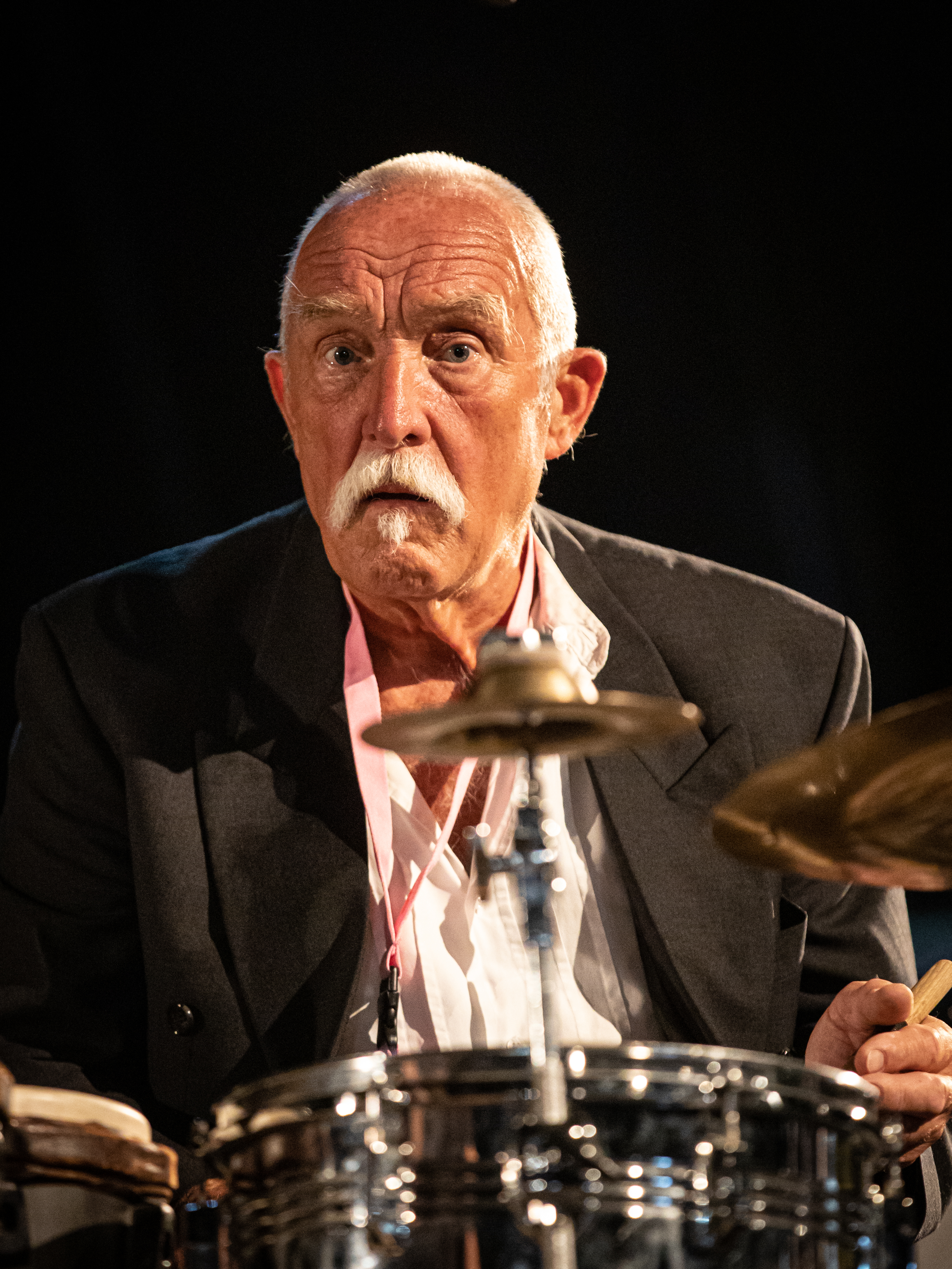
Günter Baby Sommer beim mœrs festival 2020

Günter „Baby“ Sommer (* 25. August 1943 in Dresden als Günter Sommer) ist ein international profilierter deutscher Schlagzeuger und Perkussionist. Er zählt zu den Free-Jazz-Musikern der ersten Generation in Europa.

## Leben und Wirken
Nach ersten Erfahrungen in Amateurgruppen während seines Studiums gehörte Sommer ab 1965 der Klaus Lenz-Big Band und ab 1966 dem Friedhelm-Schönfeld-Trio, dem Manfred Ludwig Sextett, 1971 der Jazzrock-Gruppe SOK und anschließend der Gruppe Synopsis an. In den zuletzt genannten Gruppen spielte er bereits mit Ulrich Gumpert zusammen, der sein Spielpartner wurde und mit dem er als Duo in den siebziger Jahren zahlreiche Konzerte im In- und Ausland gab.
Nach seinem Studium an der Hochschule für Musik Carl Maria von Weber Dresden, an die Sommer 1995 als Professor für Schlagzeug und Perkussion zurückkehrte, fand er zur europäischen Avantgarde des Free Jazz und entwickelte sich in Begegnungen und Auftritten mit Musikern wie Peter Brötzmann, Alexander von Schlippenbach, Paul Lovens, Peter Kowald oder Evan Parker musikalisch weiter.
Zu dieser Zeit begann Sommer mit anderen, zum Teil auch selbstgebauten Instrumenten zu experimentieren (z. B. Pauken, Hörnern, Orgelpfeifen), um seine Ausdrucksmöglichkeiten zu erweitern. Nicht nur bezüglich dieser Erweiterung des Instrumentariums, sondern auch bezüglich seiner Öffnung hin zu anderen Musikkulturen und dem Arbeiten mit Pausen und Stille als Gestaltungsmittel hatte der Komponist und Instrumentenexperimentator Hans-Karsten Raecke Einfluss. Dabei zwang der (bei Solokonzerten) hinter einem Vorhang spielende Sommer sein Publikum, die Aufmerksamkeit vom Zusehen beim Musikmachen zum konzentrierten Hin-Hören zu lenken. Erste Solo-Auftritte mit dieser Hörmusik fanden in der damaligen Westberliner Philharmonie und der DDR-Jazzbühne Berlin statt. Seit 1985 hat Sommer sein Hörmusik-Konzept im Sinne des Musiktheaters um eine Zusammenarbeit mit Tänzern und Schauspielern erweitert.
Ab 1977 gab Sommer auch im Duo mit dem Merseburger Domkantor Hans-Günther Wauer Konzerte, reiste 1979 mit DDR-Musikern und dem Trio Kowald-Smith-Sommer durch Europa und nach Japan, nahm an zahlreichen Jazz-Veranstaltungen und internationalen Workshops teil. Seit 1984 ist er Drummer beim Zentralquartett, mit dem er bis heute zusammenarbeitet.
Im Weiteren arbeitete er eng mit Schriftstellern wie Christa Wolf und Christoph Hein zusammen und gestaltete deren Texte musikalisch. Außerdem begann eine künstlerische Kooperation mit dem Schriftsteller Günter Grass: Zu der Publikation Es war einmal ein Land (1987), in der Grass zu Sommers Perkussionsmusik aus seinen Werken Die Blechtrommel und Die Rättin liest, schrieb Sommer für den Textband auch das Vorwort und eine Anleitung zum richtigen Hören.
Seine Hörmusik fand auch ihren Niederschlag dadurch, dass seine Musik zu integrierten und doch eigenständigen Elementen von Hörspielen wurde – so in den Hörspiel-Produktionen des Deutschlandradios Berlin Das wilde Fest des Autors Joseph Moncure March 1997 und der von Helma Sanders-Brahms erarbeiteten modernen Fassung der traditionellen Geschichten aus Tausendundeine Nacht 1993, 1995, 1999 (1. bis 14. Nacht) und 2002 (15. bis 17. Nacht).
Nach der politischen Wende verlagerte sich Sommers Wirkungskreis auch räumlich, zunächst in den Alpenraum, eine Zusammenarbeit mit Inge Mißmahl und dem Off-Off-Theater Konstanz, den Swiss Horns und dem italienischen Crams Percussion Staff entwickelte sich.
2000 spielte er mit Dietmar Diesner die Musik zu Jürgen Böttchers Film Konzert im Freien.
2007 arbeitete Sommer in der genreübergreifenden Reihe OPER Leipzig unplugged von Heike Hennig und Friedrich Minkus mit der Tänzerin Zufit Simon, dem Countertenor Alex Nowitz und dem Saxophonisten Hartmut Dorschner.
Im Jahre 2009 leitete er das von Oliver Schwerdt konzipierte Transatlantic Freedom Suite Tentet mit Ensemblemitgliedern aus vier Generationen; Wadada Leo Smith, Axel Dörner, Urs Leimgruber, Ernst-Ludwig Petrowsky, Axel Andrae, Oliver Schwerdt, Barre Phillips, Michael Haves, Christian Lillinger und Sommer traten auf den 33. Leipziger Jazztagen auf. Nach eingehender Beschäftigung mit dem Massaker der deutschen Wehrmacht an der Zivilbevölkerung von Kommeno entstanden seine Songs for Kommeno mit Savina Yannatou, Floros Floridis, Evgenios Voulgaris und Spilios Kastanis. Die CD Three Seasons mit Patrick Bebelaar und Michel Godard wurde von The New York City Jazz Record zu einem der Albums of the year 2014 gewählt. 2018 legte Sommer mit Till Brönner das Album Baby’s Party vor.
Sommers Schlagzeugspiel ist auf 135 Tonträgerveröffentlichungen (2024) dokumentiert. Infolge der wissenschaftlichen Aufmerksamkeit gegenüber seinem künstlerischen Werk sind erste Versuche, das spezielle Instrumentarium, welche der Free Jazz entwickelte, zu musealisieren, öffentlich dokumentiert.
Sommer lebt mit seiner Frau in Radebeul bei Dresden.

## Vorwurf der MfS-Tätigkeit

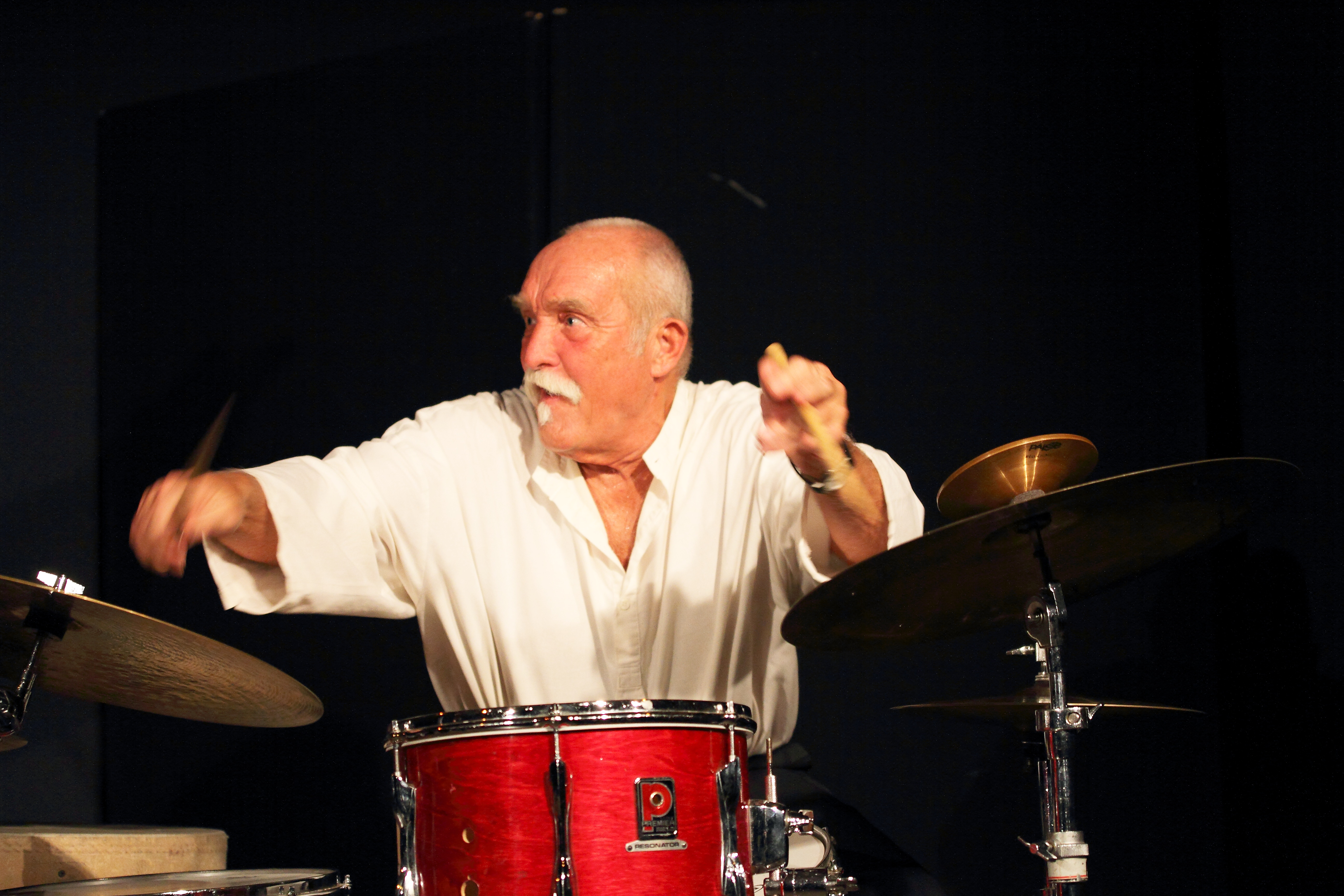
Günter Baby Sommer (2018)

Nach Aktenlage der Stasiunterlagen-Behörde wurde Sommer während seines Studiums in den 1960er Jahren als „Geheimer Informator“ für das Ministerium für Staatssicherheit (MfS) geführt; eine Verpflichtungserklärung liegt nicht vor. Den Akten nach wurde er wegen mangelhafter Disziplin, Nichterscheinens bei Treffen und Unzuverlässigkeit nach fünf Jahren „zur Ablage gebracht“. Der Vorwurf der MfS-Tätigkeit erreichte die Öffentlichkeit als Offener Brief von Dietmar Diesner einen Tag nach Bekanntwerden der Entscheidung, Sommer den Kunstpreis der Landeshauptstadt Dresden 2011 zuzuerkennen. Eine Regelüberprüfung in den 1990er Jahren hatte ergeben, dass keine belastenden Kontakte zur Staatssicherheit bestanden.

## Preise und Auszeichnungen
- 1985: Kunstpreis der DDR
- 2002: Kunstpreis der Großen Kreisstadt Radebeul
- 2011: Kunstpreis der Landeshauptstadt Dresden
- 2012: Preis der deutschen Schallplattenkritik (Bestenliste des vierten Quartals) für Songs for Kommeno[10]
- 2023: Deutscher Jazzpreis.[11]

## Film
- Als Mensch ein Solist. 2014, Film mit und über den Jazzmusiker Günter Baby Sommer[12]
- Von der Elbe an den Niederrhein. 2022, Dokumentarfilm von Marius Luczynski und Sven Sander mit dem Musiker Günter Sommer in der Hauptrolle.[13]

## Diskografische Hinweise

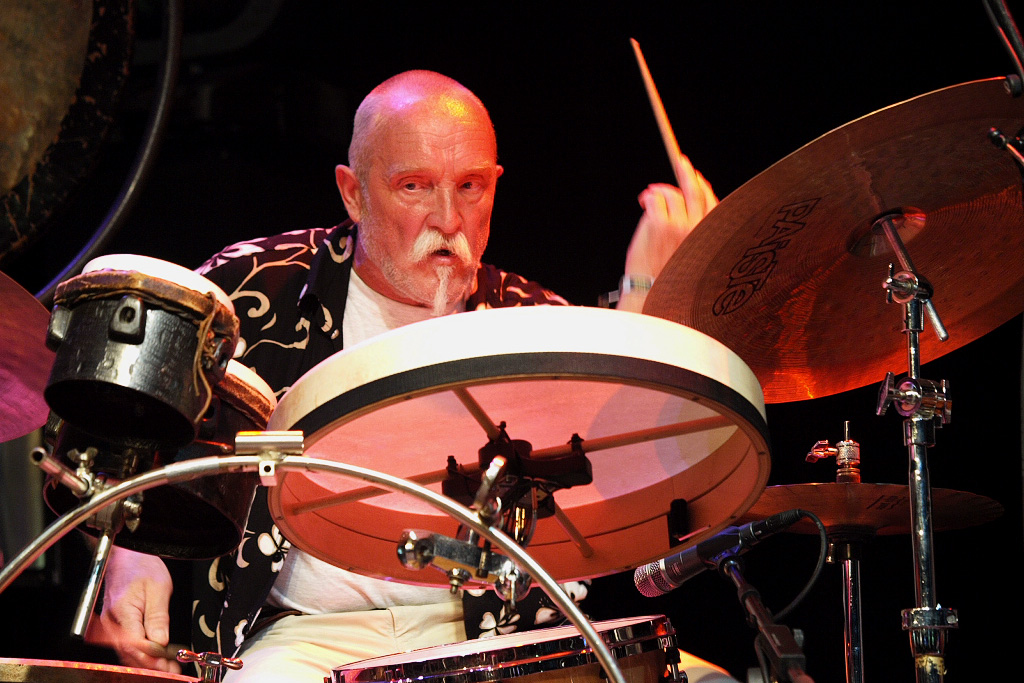
Günter Baby Sommer, mœrs festival (2008)

- Synopsis (Zentralquartett): Auf der Elbe schwimmt ein rosa Krokodil. FMP Records 1974.
- Hörmusik. FMP/Amiga 1979, Sommers erstes Solo-Album.
- Leo Smith, Peter Kowald, Günter Baby Sommer: Touch the Earth. FMP 1979.
- Zentralquartett. Intakt Records 1990, mit Conrad Bauer, Ernst-Ludwig Petrowsky und Ulrich Gumpert.
- Ulrich Gumpert, Günter Baby Sommer: Das donnernde Leben. Intakt 2009.
- Dedications: Hörmusik VI. Intakt 2013, Soloalbum.
- Günter Baby Sommer, Michel Godard, Patrick Bebelaar: Three Seasons. HGBS 2014.
- Gabriele Hasler, Günter Baby Sommer: Fundstuecke. Laika 2016.
- Le Piccole Cose (Live at Theater Gütersloh). Intuition 2017, Soloalbum.
- Günter Baby Sommer, Till Brönner: Baby’s Party. Intakt 2018.
- Günter Baby Sommer & the Lucaciu 3: Karawane. Intakt 2022.

mit Hans-Günther Wauer
- Dedication. FMP 1982.
- Verschränkte Konstruktion. Amiga 1986.
- Merseburger Begegnung. kip 1994, Trio mit Theo Jörgensmann.

### Vertonungen von Literatur
- Es war einmal ein Land. Steidl 1987, mit Günter Grass.
- 1001 Nacht. Die 1. bis 3. Nacht. Hörspiel von Helma Sanders-Brahms. Regie: Robert Matejka. Produktion: RIAS und DLR, Hörbuch Hamburg/München 2003, ISBN 3-89584-995-2.
- 1001 Nacht. Die 14. bis 17. Nacht. Regie: Helma Sanders-Brahms. Produktion: DLR. Hörbuch Hamburg, München 2004.
- Mein Jahrhundert. Steidl 2004, mit Günter Grass.
- Abbara. Intakt 2008, mit Rafik Schami.

### Filmmusik
- 1989: Weil ich ein Dicker bin.